# Glyptocephalus cynoglossus

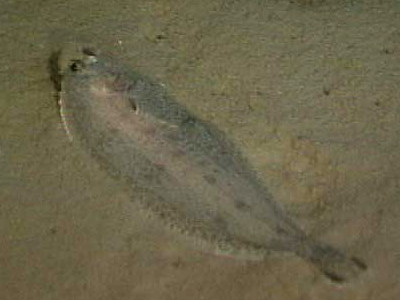
Individuo nel suo ambiente naturale

La passera atlantica (Glyptocephalus cynoglossus), conosciuta anche come passera lingua di cane, è un pesce di mare della famiglia Pleuronectidae.

## Distribuzione e habitat
Questa specie frequenta entrambe le sponde dell'Oceano Atlantico settentrionale: dal Golfo di Guascogna alla Norvegia ed Islanda (raro però nel mar del Nord) su quella europea e da Labrador e Groenlandia fino alla Carolina del sud sul lato americano.

È una specie di profondità, vive su fondi fangosi da 50 a 1500 metri.

## Descrizione
Ha bocca piccolissima ma leggermente più grande che la sogliola limanda. Il corpo è allungato e gli occhi piuttosto grandi. Per il resto è molto simile al Microstomus kitt, tranne per la colorazione che è brunastra uniforme con minuscoli punti scuri. Le pinne dorsale e anale sono scure.

Raggiunge i 60 cm di lunghezza.

## Alimentazione
Basata su Policheti, la sua piccola bocca è conformata in modo da riuscire a risucchiare questi vermi al di fuori delle loro tane.

## Pesca
Ha carni ottime ma non viene catturata in maniera continuativa per cui non ha grande importanza per la pesca.